# Перхтольдсдорф
Пе́рхтольдсдорф (нем. Perchtoldsdorf) — ярмарочная коммуна (нем. Marktgemeinde) в Австрии, в федеральной земле Нижняя Австрия.
Входит в состав округа Мёдлинг.  Население составляет 14 398 человек (на 31 декабря 2005 года). Занимает площадь 12,6 км². Официальный код  —  31 7 19.

## География
Перхтольдсдорф расположен к юго-западу от Вены и непосредственно примыкает к ней. К западу от городка лежит природный парк Фёренберге, являющийся частью Венского леса. Непосредственно за жилыми домами начинается небольшая Перхтольдсдорфская пустошь, за которой следует подъем в основную, гористую и лесистую часть парка. На северо-западе граничит с Кальтенлойтгебеном, к востоку лежит Брун-ам-Гебирге, к югу — Гисхюбль

## Известные уроженцы и жители
- Франц фон Шентан (1849-1913) — австрийский драматург, писатель, журналист, актёр.

## Фотографии

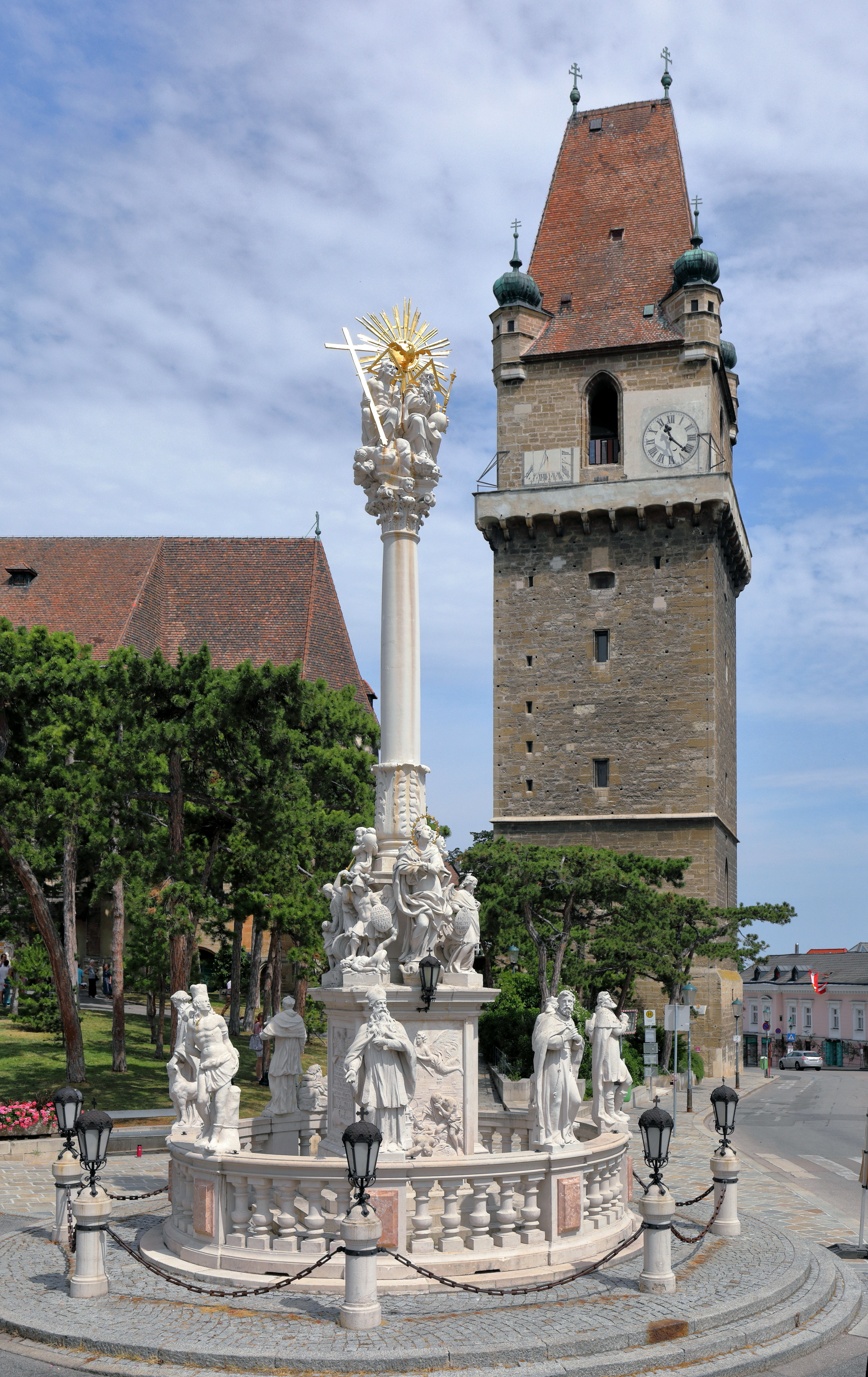
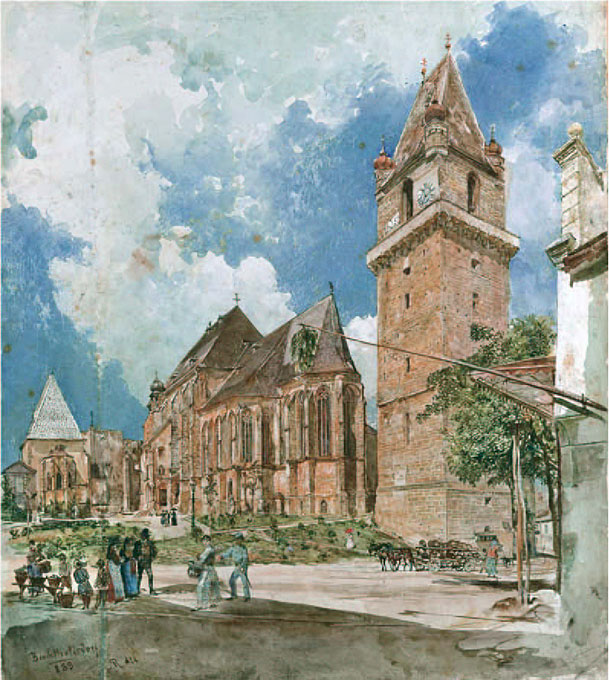
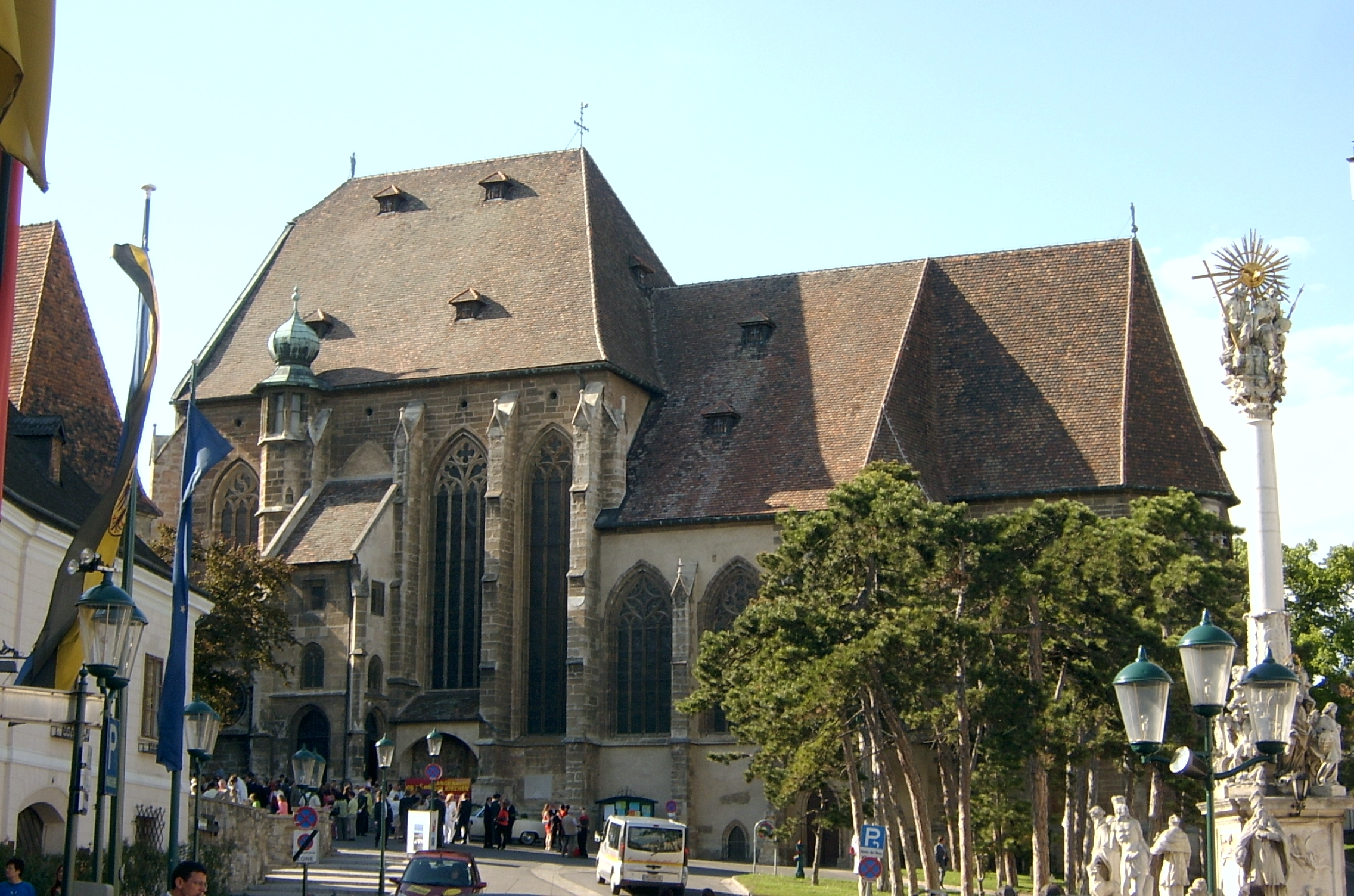
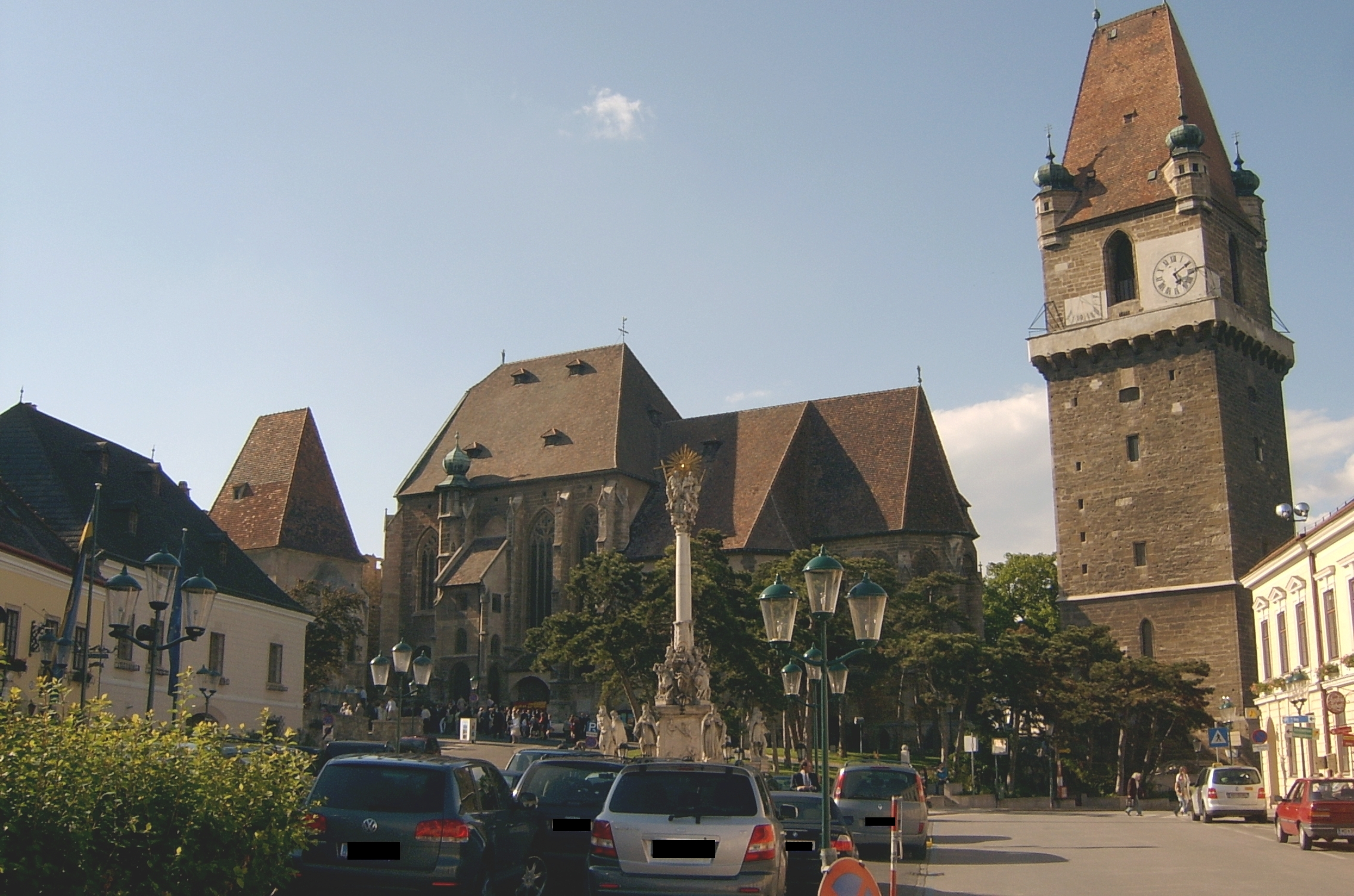
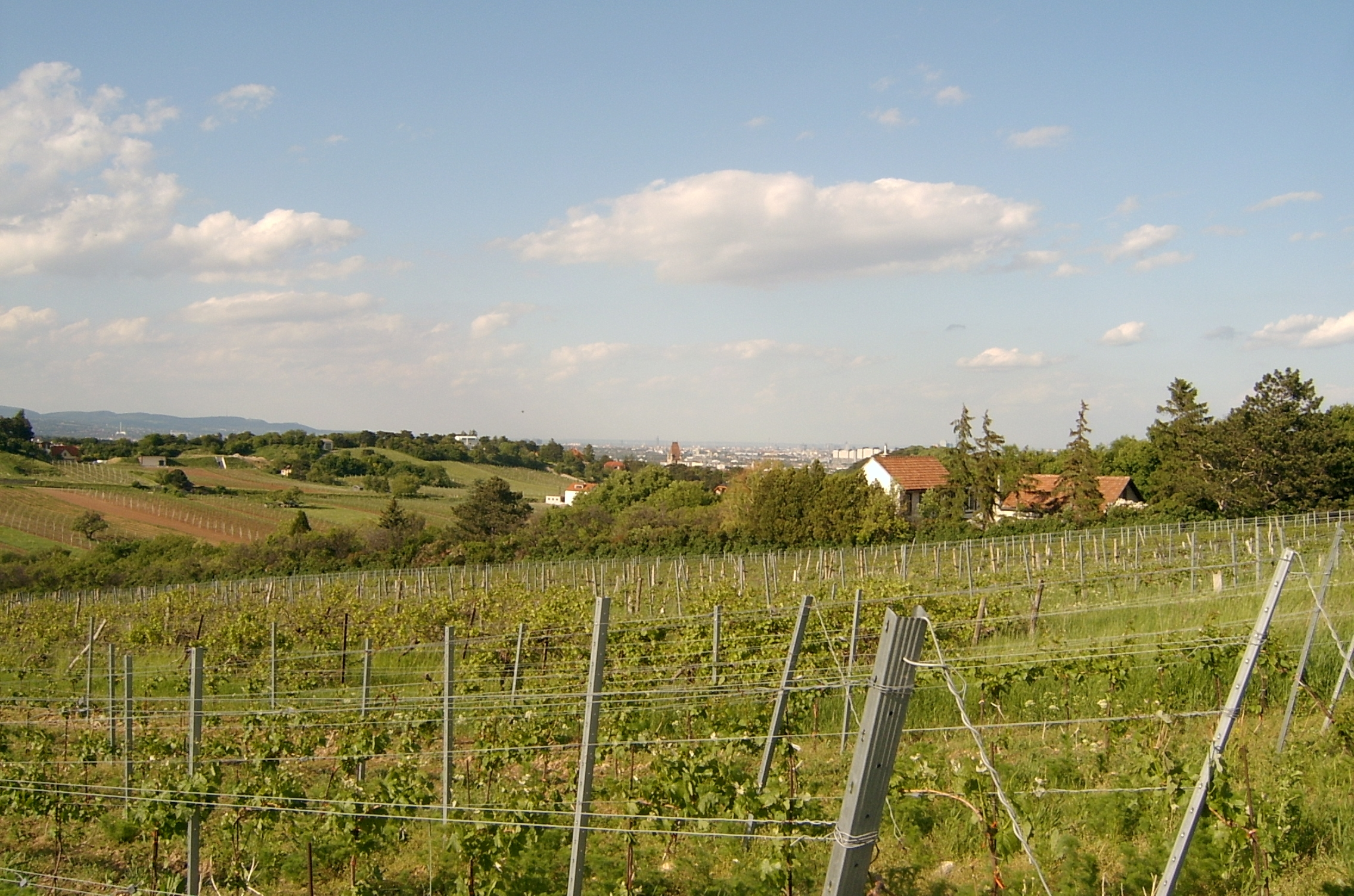
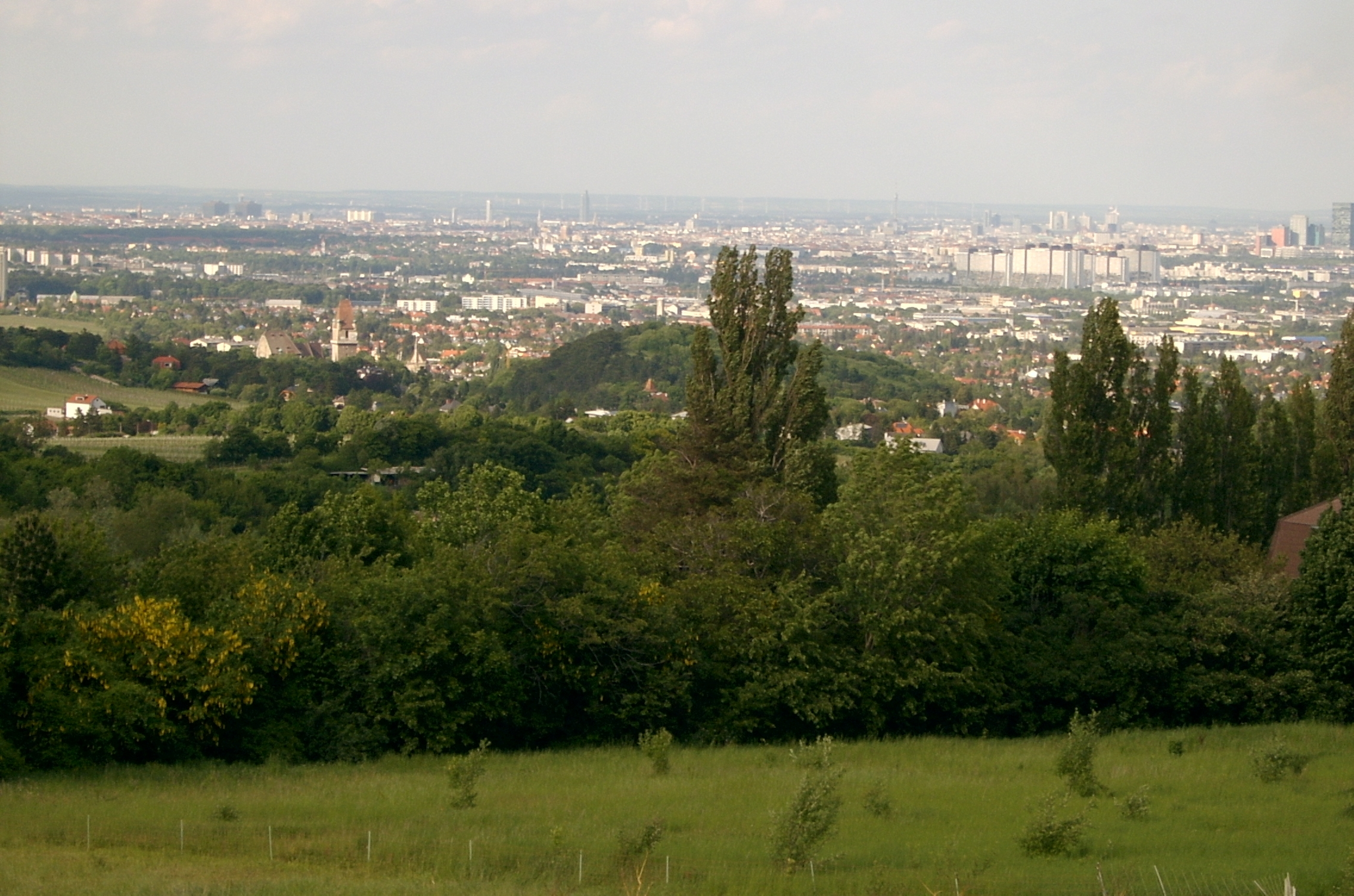
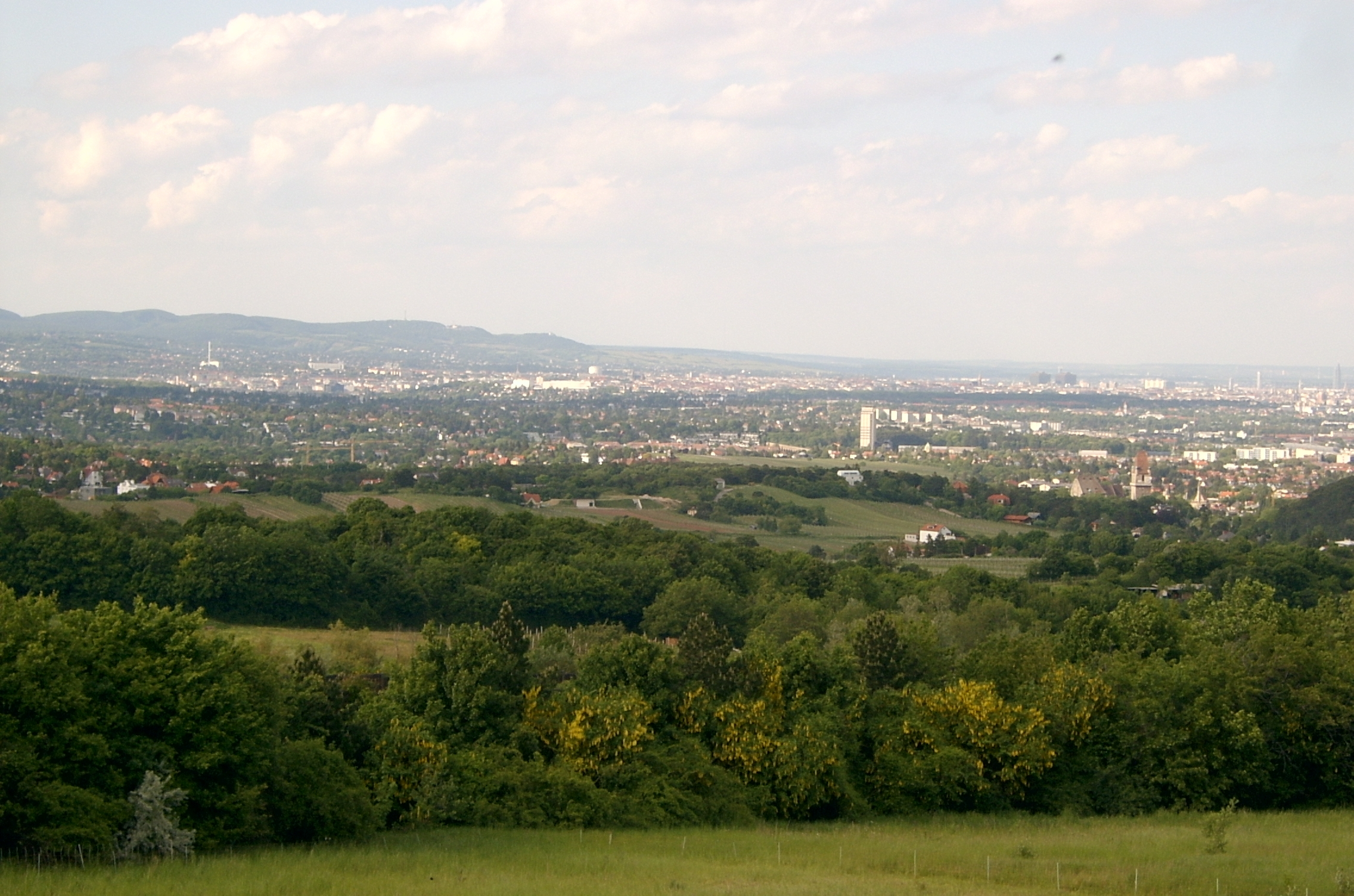

## Политическая ситуация
Бургомистр коммуны — Мартин Шустер (АНП) по результатам выборов 2005 года.
Совет представителей коммуны (нем. Gemeinderat) состоит из 37 мест.
- АНП занимает 23 места.
- СДПА занимает 7 мест.
- Зелёные занимают 3 места.
- АПС занимает 2 места.
- Партия PBL-KUNERTH занимает 2 места.